# Кальбіндіни
Кальбіндіни (англ. Calbindin) — загальна назва декількох різних кальційзв'язуючих білків. На початку вивчення їх характеризували як вітамін D залежні кальцій-зв'язані білки у травній системі та нирках молодих птахів та ссавців. Зараз їх відносять до різних підтипів, оскільки вони відрізняються кількістю Ca2+ зв'язуючих включень EF-утримувачів.

## Кальбіндін
Кальбіндін-D28k вперше було виявлено у травній системі птахів, а після того у нирках ссавців. Він також експрессується у багатьох нейронних та ендокринних клітинах, зокрема у мозочку. У людях цей білок кодується геномCALB1.
Кальбіндін містить 4 активних кальцій-зв'язуючих доменів і 2 видозмінені домени, що втратили кальцій-зв'язуючі властивості. Кальбіндін поводить себе як калцієвий буфер і кальцієвий сенсор і може утримувати чотири йони Ca2+ в EF-утримувачах у відділеннях EF1, EF3, EF4 та EF5. Цей білок був одним з найбільших білків, чия структура була досліджена за допомогою ЯМР високої розподільної здатності. Послідовність калбіндіну складається с 263 залишків і є одинарном ланцюгом; вона містить в основному альфа-спіралі, але у ній також присутні бета-листки. Згідно з даними PDB, послідовність кальбіндіну спіральна на 44 % (14 спіралей містять 117 залишків) і на 4 % — бета-листкова (9 ділянок містять 13 залишків).
Кальбіндін є вітамін D-залежним у багатьох тканинах, зокрема у травній системі молодих птахів, де він виконує ясно зрозумілу функцію посередника поглинання кальцію. У мозку його синтез не залежить від вітаміну D.
Гомологія між кальбіндіном та S100G відсутня, окрім їх кальцій-зв'язуючих доменів (EF-утримувачів): S100G містить два EF-утримувачі, а кальбіндін — шість.

## Кальретинін
Кальретинін —  білок масою 29 кДа, на 58 % гомологічний з кальбіндіном-D28k, що знаходиться у нервовій тканині. У людях він кодується геном CALB2.

## S100G
S100G, або кальбіндін-D9k, кальбіндін-3, присутній у клітинах епітелію травної системи ссавців (ентероцитах). Також кальбіндін -D9k можна знайти у нирках та матці деяких видів ссавців. У людяї він кодується геном S100G, інша назва якого CALB3.
S100G належить до родини S100 кальцій-зв'язаних білків. Він містить дві послідовності EF-утримувачів, що зв'язують Ca2+.
S100G слугує посередником при транспортуванні іонів кальцію через ентероцити з апікальної частини, де входження іонів кальцію регулюється кальцієвим каналом TRPV6, до базолатеральної частини, де кальцієві насоси, такі як Ca2+ АТФаза плазматичної мембрани PMCA1, використовують внутрішньоклітинний аденозинтрифосфат для викиду кальцію у кров. Транспорт кальцію через цитоплазму ентероцитів виглядає фактором, що обмежуе поглинання кальцію у травній систем; наявність кальбіндіну-3 підвищує кількість кальцію, що транспортується, але не підвищує концентрацію вільного кальцію. S100G може також стимулювати базолатеральну АТФазу кальцієвих насосів. Експресія S100G, як і для кальбіндіну, стимулюється активним метаболітом вітаміну D, кальцитріолом, хоча точні механізми стимуляції досі суперечливі. У мишей, у яких [рецептор (білок)|рецептори]] для вітаміну D не експресовані, кількість S100G зменшена, але він не повністю відсутній.